# بيل دانا (ضابط)
بيل دانا (بالإنجليزية: William H. Dana)‏ (و. 1930 – 2014 م) هو ضابط، ورائد فضاء، وطيار اختبار، ومهندس فضاء جوي أمريكي، ولد في باسادينا، كاليفورنيا، توفي في فينيكس، أريزونا، عن عمر يناهز 84 عاماً، بسبب مرض باركنسون.

## التعليم
تعلم في الأكاديمية العسكرية الأمريكية، وجامعة كاليفورنيا الجنوبية، وكلية فيتربي للهندسة ‏.

## الخدمة العسكرية
خدم في القوات الجوية الأمريكية.

## جوائز
حصل على جوائز منها:
- وسام ناسا للخدمة الاستثنائية.